# Eustiromastix major
Eustiromastix major är en spindelart som beskrevs av Simon 1902. Eustiromastix major ingår i släktet Eustiromastix och familjen hoppspindlar. Inga underarter finns listade i Catalogue of Life.